# أفورار
أفورار هي قرية مغربية شمال
المملكة. تنتمي أفورار لإقليم أزيلال الساحلي. تضم هذه القرية 11.898 نسمة (إحصاء 2004).
محطة أفورار للطاقة الكهرمائية
```
هي أكبر محطة كهرمائية في المملكة المغربية وتستفيد من مياه 
سد بين الويدان
 في عملية إنتاجها، وهي باستطاعة 464 ميغاواط وطاقة متبادلة تبلغ 416 جيغاواط. س
```

البنية التحتية
تتوفرأفورار على مستوصف ومدارس (ابتدائي، تانوي وتاهيلي) بالإضافة إلى مركز لتأهيل قدرات الشباب، دار الشباب، دار الطالب ودار الطالبة ....
وتتوفر على فندق فندق تزركونت مصنف أربعة نجوم